# François Dorion
François Dorion, né au Québec, est chef d'orchestre des Voltigeurs de Québec et de l’Harmonie de Charlesbourg, un professeur de musique et un compositeur canadien.

## Formation
Natif de Charlesbourg, François Dorion débute son parcours musical au Petit Séminaire de Québec où il commence le saxophone à sa deuxième année. Au fil du temps, il apprend également à jouer de divers instruments comme la batterie, la basse électrique et la guitare.
Il poursuit sa formation musicale au Cégep de Sainte-Foy puis à l’Université Laval où il complète le programme en enseignement de la musique.
Sa formation en direction commence auprès de Gilles Auger à Québec. Ensuite, il se perfectionne au Domaine Forget avec Otto-Werner Mueller ainsi qu’au Summer Wind Conducting Symposium de l’Université de Calgary avec Craig Kichhoff. C’est en 2015 que François Dorion termine sa maîtrise en direction d’orchestre à vent avec Alain Cazes à l’Université McGill à Montréal.

## Carrière

### Enseignant
En plus d’avoir été enseignant en musique au Séminaire Saint-François à Saint-Augustin pendant 30 ans, François Dorion est chargé de cours à l’Université Laval dans le programme de maîtrise en direction d’orchestre.

### Militaire
En 1991, François Dorion joint La Musique des Voltigeurs de Québec en tant que percussionniste. C’est en 1997 que le musicien devient le chef d’orchestre de cet ensemble.

### Chef d’orchestre
Après avoir été membre de l’Harmonie des Cascades de Beauport entre 1989 et 1994 en tant que percussionniste, François Dorion fonde l’Harmonie de Charlesbourg en 1993. Au fil des années, l’ensemble musical participe à des événements dont le MusicFest Canada ainsi que des festivals musicaux en France et en Autriche.
Avec ses deux orchestres (La Musique des Voltigeurs de Québec et l'Harmonie de Charlesbourg), François Dorion a commandé des œuvres à Jan Van der Roost, Bert Appermont et Philip Sparke.
En 2018, le chef d’orchestre devient le cofondateur et le codirecteur de l’Harmonie Nouveaux Horizons de Québec.
Dans sa carrière, en dehors des principaux ensembles dont il a été le directeur musical, François Dorion a également été chef d’orchestre à l’École de musique de la Réserve des Forces canadiennes à Borden en Ontario, à l’ensemble de la Faculté de Musique de l’Université Laval pour l’enregistrement de la pièce « Éclats et mouvements » d’Isabelle Marcoux.

### Compositeur
François Dorion commence sa carrière de compositeur pour répondre aux besoins qu’il ressentait quant au répertoire musical pour ensemble à vent.

## Œuvres
- Cool Moose
- Blizzard Blues
- Blizzard Rock
- Blue Sky Rock
- Northern Odyssey
- Farandole
- Swing Snaps

## Discographie
- Yahndawa’, avec François Couture, Akienda Lainé, et Andrée Levesque Sioui, CD Baby / Disques Boghei, 2011.
- Africa & Rythmes Du Sud, comme chef d'orchestre avec l'Harmonie de Charlesbourg, 2012.
- Appassionato, comme chef d'orchestre avec l'Harmonie de Charlesbourg.
- Origines (2013).
- Noël!, comme chef d'orchestre avec l'Harmonie de Charlesbourg, 2014.

## Prix et distinctions
- Prix Pierre-Garon (2002)[3]
- Médaille du jubilé de diamant de la reine Élizabeth II (2012)[3]